# 流言終結者
《流言終結者》（英語：MythBusters）是一個美國的科普電視節目，在探索頻道播出。由特效專家亞當·薩維奇和傑米·海納曼主持，他們利用自身的專業和技巧，針對各種廣為流傳的謠言和都會傳奇進行實驗，節目由羅伯特·李（Robert Lee）擔任旁白，主要在舊金山灣區錄影，于澳大利亚新南威尔士州阿尔塔蒙剪辑。2014年8月，凯莉·拜伦、托瑞·贝勒奇、格兰·今原宣布退出节目，主持阵容回到最初的杰米·海纳曼和亚当·萨维奇。2015年10月21日，据宣布节目将于2016年播出最后一季第14季，大结局于2016年3月6日播出。
同年3月25日，探索频道旗下电视网科学频道表示有起用新主持重启节目的意图，新节目目前正被频道开发成真人秀节目。
在播出流言終結者：新秀選拔之後，由喬恩·龍（Jon Lung）與布萊恩·盧登（Brian Louden）兩人接手成為流言終結者第11季（Mythbusters S11）的新主持人。

## 歷史
- 美國：「流言終結者」最早是由電視節目製作人彼得·瑞斯（Peter Rees）在2002年向探索頻道引介，當時探索頻道決定先試播三集特別節目。傑米是在彼得·瑞斯的介紹下參與了節目主持，瑞斯之前為了傑米在「機器人大擂台」（Robot Wars）節目的演出而面試他。亞當曾和傑米在廣告和「機器人大戰」節目中合作，後來在傑米的邀請之下與他一起主持流言終結者，傑米表示「自己沒有足夠的活力來獨自主持整個節目」[5][6]。
- 英國：2006年7月開始，30分鐘長（一般是47分鐘長）、沒有廣告的修剪版開始在BBC 2播出。
- 中國大陆：上海文广互动电视有限公司全纪实频道約2004年开始陆续播出。目前在北京青年频道、上海纪实频道和广东南方经视等持有探索頻道播出权的频道播出。
- 台湾：从2003年开始，在台湾探索频道播放，由环镁影视翻译公司翻译。

## 錄製場地[7]
起初該節目都是在M5的店面裡錄製，但由於測試流言造成的混亂與空間不足，在第二季節目途中，流言終結者將一半的團隊搬到了M6工作室，但後來又因噪音與臭氣擾民，他們失去了M6的租約。M6的團隊就被移到離M5工作室約500碼遠的另一個地點，並命名為M7。

### 外景地
- 埃斯帕托采石场

第一季驗證水泥攪拌車流言，在埃斯帕托鎮附近的採石場進行爆破時，衝擊波大小超過他們的估計，對附近的埃斯帕托鎮造成損害。所以後來他們再也無法到埃斯帕託的採石場進行拍攝。
- 阿拉米达跑道

由於場地非常開闊，眾多需要大型空間進行全尺寸實驗的流言都在此拍攝，因此成為節目最知名也最具象徵性的外景地點。
- 阿拉米达试爆场

在埃斯帕托采石场事故後，為避免重蹈覆轍同時也顧及安全性，節目轉而使用具備完整安全措施的正式試爆場，第一季以後所有牽涉到一定規模爆破的節目都在此拍攝。
- 新墨西哥大學

由於內部設有火箭橇，因此很多需要超高速撞擊的流言會在此拍攝。

## 節目內容
每集約一小時長的流言終結者會關注二或三個（偶爾會更多）都市傳奇、大眾信仰或網路謠言。通常會由一個需複雜的準備和實驗的流言作為該集節目的主軸，再搭配一至兩個能簡單驗證，或較少視覺上戲劇化實驗結果的項目。實驗結果會以流言證實（CONFIRMED）、流言破解（BUSTED）以及有此可能（PLAUSIBLE）來判定流言真實的可能性。目前為止，有四個實驗（35、40和46集、跷跷板流言）十分複雜，需要花費整個小時的節目來進行。目前的八集流言終結者特別節目（兩部鯊魚特集、電影特集、海盜特集、银幕神偷秘技、巨物迷思特集、撞车特集、25大精彩片段特集）長度皆為兩小時。

## 参与人員
有許多的團隊成員在節目中協助傑米和亞當，最值得一提的是來自傑米「M5实业公司」工作室的成員。節目小組成員包含M5的托瑞·貝勒奇（Tory Belleci）、凱莉·拜倫（Kari Byron）、金屬技工和焊接工史嘉蒂·查普曼（Scottie Chapman）、日裔美籍電子工程師格蘭·今原（Grant Imahara）、旁白罗柏·李（Robert Lee），以及探索頻道比賽的優勝者克莉絲汀·查柏林（Christine Chamberlain）。
托瑞·貝勒奇、凱莉·拜倫、史嘉蒂·查普曼三人從第二季開始在螢幕上登場，而在第三季中开始和傑米與亞當有相同份量的主持演出。在第三季中期，史嘉蒂·查普曼离开流言终结者剧组，她的空位由格蘭·今原顶替。
流言終結者中也常邀請相關領域的專家參與，例如民俗學專家海瑟·喬瑟夫-威森（Heather Joseph-Witham），他在第一季与第二季的部分剧集中負責解釋都市傳奇的起源。節目的吸引力大多集中在亞當和傑米之間的互動上。他們的互動類似「搭檔演出」（double act），通常由傑米扮演嚴肅的角色，而亞當則負責較詼諧幽默的角色。
第七季後期因凱莉逼近生產日所以3人组合暫時由托瑞、格兰特和潔西组成。潔西·康姆斯是一位机械工程师的女儿，她从小就把車庫当作了家，坐在父亲的身旁看修车。这激发了她造车和修车的热情。在她10多岁的时候已经去参加车赛，成为跻身于这项男人运动中凤毛麟角的巾帼女子。杰西认为从事与车有关的工作将是自己的宿命。她以全班第一毕业于汽车行业的领航者——怀俄明理工学院。从此以后，杰西的事业从車庫转向电视屏幕，参与了多个赛车节目的制作和拍摄。
而在第八季第二集時凱莉回歸，傑西也順勢離去。
流言終結者另外一位為人津津樂道的「准」成員是一尊被稱為「老兄」（Buster）的衝擊試驗人偶，老兄通常擔任節目中涉及致命性的實驗(如火災、交通工具事故、墜落)的受測對象，隨著節目的進行，老兄的臉被燻黑且變的破舊不堪。在系列第216集，老兄在驗證中國萬戶飛天的實驗時「殉職」，節目因此製作了專屬於它的回顧特輯，亞當與傑米也重新製作了一具新的老兄接替它的工作。
2010年，美國總統奧巴馬參与《阿基米德之死亡光线》的录制。在這一集中，奧巴馬與兩位主持人一起挑战“阿基米德是否仅利用镜子和反射的太阳光引火点燃了入侵古希腊锡拉库萨城的罗马舰队”的流言。此举是白宫推动科学教育的努力之一。
2014年8月，流言终结者在其Twitter账号（@Mythbusters）上宣布了托瑞·貝勒奇、卡莉·拜伦、格兰特·今原将离开流言终结者剧组的消息，同时还放出了M7三人组告别视频。

## 傷害與事故
由於流言終結者的節目性質和進行方式，在實驗中曾發生數次傷害與事故意外。其中包含：
- 在驗證「自製水陸兩用氣墊船」謠言時，亞當的下嘴唇被吸塵器馬達吸入及割傷。之後在「流言終結者大揭密」特別節目中，亞當表示他原本想試試看吸塵馬達能否吸住他的嘴唇，卻沒有考慮到其中高速旋轉的輪軸。
- 為了實驗「汽車傳動軸跳動」謠言，他們必須在路面上挖洞，而在休息時，托瑞決定要騎著腳踏車並試圖跳過紅色的小拖車。但是腳踏車的後輪沒能越過拖車，使得整輛車向前翻轉並把托瑞摔到人行道上。他很快的爬起來，舉起他的手說「我沒事」（從此時開始，這個姿勢變成他的某種慣用動作；台灣探索頻道則將該集的此片段刪除，觀眾們只能從其他集看到此一畫面）。
- 同樣在「汽車傳動軸跳動」謠言，傑米需要亞當幫忙控制遙控器的油門，並由史嘉蒂開車尾行。所有人準備測試時，亞當沒有意識到自己把手放在車門框上，當史嘉蒂上車關上門時夾住了亞當的手。
- 在「行動電話和加油站」謠言的小規模爆炸實驗中，亞當失去了一些毛髮，他說「我燒掉了我的... 眉毛嗎？[11]」
- 在驗證南軍火箭時，為了測試火箭是否能順利點燃，而在工作室內的實驗貨櫃進行測試，但點火後反而造成工作室發生火災。
- 在「行军踏断索桥」的谣言中，亚当在制作索桥時被钢刺在手臂上划了一个又深又长的伤口。
- 在「360度盪鞦韆」流言中，托瑞使盡全部力量來盪鞦韆，結果造成鞦韆無法負荷並使托瑞重重摔在地上。
- 在驗證超級英雄的爪鉤時，傑米切斷吊著自己的鋼線，鋼線斷後卻被手持攀升器因施力未減而打中鼻子，流血還滴落地面。
- 在「鐵槌互擊」流言中，托瑞揮鎚敲打釘子，槌子卻脫手擊中格蘭的腳。
- 在「吊杆投石器」流言中，凱莉的左眼被起重機的汽油噴及，並無大礙。
- 在「徒手吊掛」流言中，托瑞在實驗後墜落中左脛骨撞擊下一層的窗戶流血，經過簡易包紮後送醫縫合。
- 在「一枪打飞人」流言中，托瑞抓住悬吊架的铁链，但摔落并被铁链砸到。
- 在「打掉你的袜子」流言中，在一个采石场爆破时，用的炸药过多，导致附近城镇玻璃破裂等意外。凯莉被制片人叫去道歉[c][12]。
- 在「石头炮弹」流言中，其自制大炮发射的炮弹越过发射场掩体，击中了700碼（640）外三所民宅，所幸无人员伤亡。該集節目依照原訂計畫在2012年11月11日播出，但是拿掉事發後的片段，主持人並在節目中解釋該次實驗是如何出錯并作出道歉[d]。之後這部份的實驗改到另外一個更偏僻更安全的地點繼續進行。[13][14]
- 在「爆炸的硬糖球」流言中，爆炸後高溫糖漿噴濺到亞當的手臂和克莉絲汀的頭。

## 趣事
第六季的“马盖先特辑”验证能否使用钠在水中爆炸来炸毁墙壁，结果即使使用钾也未能成功，最后只能直接使用C4炸药炸毁，在炸毁前傑米·海納曼說了一句「只要出了問題，C4炸藥都能搞定」，這句話在台灣網路引起討論，并且在中文圈中走紅成為網路迷因。

### 脚注
1. ↑  在"爆炸馬桶"流言第一次登場，而第一次登場時名字被翻譯為「終結者」，後來便改翻譯為「老兄」。
2. ↑  在中文節目中最初被稱為「節目小組」，后被改称建设小组「The Build Team」的。
3. ↑  那时候凯莉怀孕，制片人认为不会有人对孕妇发火
4. ↑  凯莉、托瑞和格兰特分别在节目开头（介绍人物之后）和事发片段之后道歉。

## 類似行動
- 網路追追追，臺灣今日新聞網（Nownews）謠言破解網站
- 部分行動類似：你不知道的事（英语：I Didn't Know That），國家地理頻道節目
- 流言追追追，臺灣公共電視節目
- 學是學非，香港電視廣播有限公司節目
- 科學偵探團，臺灣東森幼幼台節目
- 網路影片大解碼（英语：You Have Been Warned (TV series)），探索頻道（Discovery）節目

## 外部連結
- 流言終結者官方網站 （页面存档备份，存于）
- 亚当·萨维奇的个人主页 （页面存档备份，存于）
- 杰米的M5电影工作室主页 （页面存档备份，存于）